# Paolo Paruta
Paolo Paruta (14 mai 1540 - 6 décembre 1598) est historien et homme d'État vénitien.

## Biographie
Il est né à Venise d'une famille originaire de Lucques. Après des études à l'université de Padoue, il sert la république de Venise à divers titres politiques, notamment celui de secrétaire de l'un des délégués vénitiens au Conseil des Dix.
En 1562, il accompagne l'ambassadeur Michele Suriano à la cour de l'empereur Maximilien II en qualité d'historiographe officiel de la République ; c'est au cours de cette mission qu'il prononce l'oraison funèbre pour les morts de la bataille bataille de Lépante (1571). Après le changement de gouvernement, il est nommé savio di Terraferma (ministre de l'administration de la Terraferma) et devient sénateur.
En 1579, il est nommé historien officiel de la république, succédant ainsi à Luigi Contarini (Ambassadeur auprès du duc de Ferrare puis du roi Charles IX de France). Il reprend le récit d'où le cardinal Bembo l'a laissé, en 1513, et le ramène à 1551. Il est nommé provveditore à la Chambre des prêts en 1580, Commisario del Cadore (1589), savio del consiglio en 1590, ambassadeur du pape à Rome (1592-1595) et gouverneur de Brescia (1590-1592). En 1596, il est nommé Procurateur de Saint-Marc (1596, charge inférieure en dignité uniquement au doge), et provveditore delle fortezze (surintendant des fortifications) en 1597. Il est décédé à Venise.

## Écrits

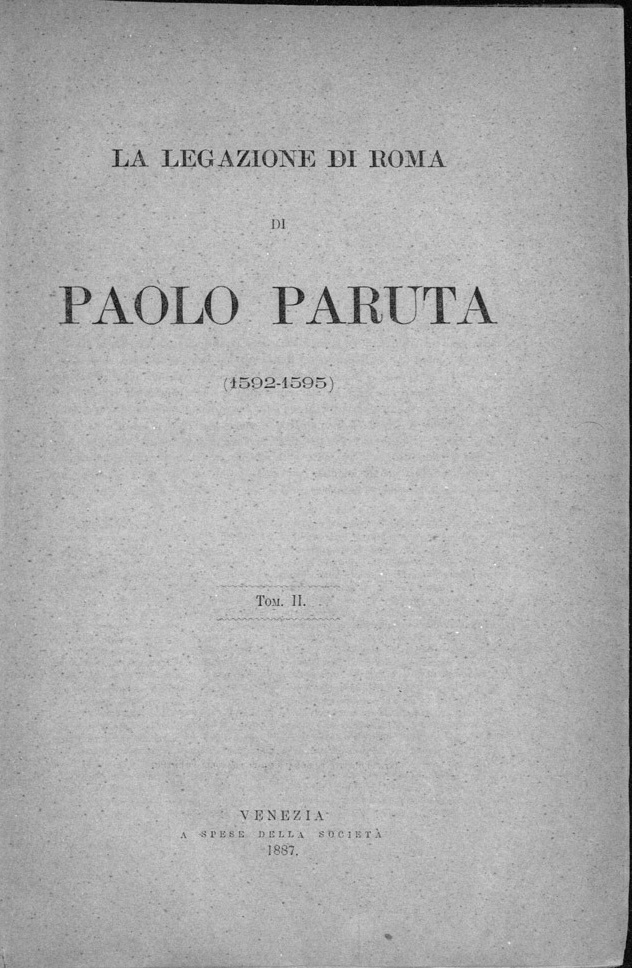
La legazione di Roma di Paolo Paruta, éd. Giuseppe De Leva, vol. II, 1887

Il consacre sa jeunesse à la littérature et à la philosophie, ainsi qu'à la composition de poésie. Il s'applique particulièrement à l'étude de l'histoire et des sciences politiques, et est à la fin du XVIe siècle ce que Machiavel, bien que d'une manière différente, est au début. Il appartient intellectuellement au groupe d'hommes récemment anoblis qui se réunissent à la résidence Morosini pour discuter de politique, lequel parti (on peut l'appeler le parti libéral) prend le pouvoir dès 1582.
Ses œuvres principales sont la Guerra di Cipro ("Guerre de Chypre") et la Storia Veneziana, une continuation de l'histoire de Bembo, embrassant les années 1513 à 1551, qui est d'abord écrite en latin puis en italien, publiée à titre posthume en 1599. Les deux œuvres sont composées à la demande du gouvernement, mais écrites avec vérité et impartialité, montrant notamment le lien entre les événements actuels de Venise et l'histoire générale de l'Europe.
Ses dépêches de Rome et la Relazione écrites à la fin de sa mission diplomatique révèlent sa grande clairvoyance politique, par son estimation précise des hommes et des affaires à Rome, égales à celles des plus grands ambassadeurs vénitiens.
De ses écrits politiques, la Della perfezione della vita politica sous forme de dialogue, écrite entre 1572 et 1579, d'un ton quelque peu didactique et académique, traite principalement de la supériorité de la vie active ou contemplative, problème qu'il tranche en faveur de la première en raison de sa contribution accrue au bien-être de la République. Il était censé, non sans raison, avoir été écrit pour contredire les idées contenues dans le De officio principis christiani de Bellarmin.
Ses Discorsi politici ne sont publiés qu'après sa mort. Le premier livre traite de la grandeur et de la décadence des Romains; le deuxième des gouvernements modernes, en particulier Venise, devenant comme une excuse pour la médiocrité de ceux-ci. Parmi ses autres œuvres, on peut citer un certain nombre d'oraisons politiques.
Bien que Paruta soit un penseur indépendant, l'influence de Machiavel sur son œuvre est notable. La politique de l'équilibre italien, qui se développera un siècle plus tard en un véritable équilibre européen, y est clairement envisagée. Au sein de ses opinions politiques, l'économie ne constitue qu'en élément accessoire, et il y est très inférieur à son contemporain, le Piémontais Botero.